# Red Holzman
William „Red” Holzman (ur. 10 sierpnia 1920 na Brooklynie w Nowym Jorku, zm. 13 listopada 1998 w Nowym Jorku) – amerykański koszykarz, występujący na pozycji rozgrywającego, żydowskiego pochodzenia, po zakończeniu kariery zawodniczej trener koszykarski, dwukrotny mistrz NBA jako trener, członek Galerii Sław Koszykówki im. Jamesa Naismitha. 
Występował w Rochester Royals i Milwaukee Hawks pod koniec lat 40. i w latach 50. XX wieku. Holzman dwukrotnie poprowadził New York Knicks do mistrzostwa NBA, w 1970 i 1973. W 1985 został włączony do koszykarskiej galerii sław. W 1996 wybrano go do NBA’s 50th Anniversary All-Time Team, jako jeden z dziesięciu najlepszych trenerów w historii. Trener ten finalnie osiągnął 696 zwycięstw i osiągnął wynik 54,7% wygranych w play off.

## Osiągnięcia
Na podstawie, o ile nie zaznaczono inaczej.

### Zawodnicze
College
- Zaliczony do:
  - III All-American (1942 przez Converse)
  - składu wszech czasów – NYU coach Howard Cann's All-Time New York College (1957)

NBL
- Mistrz NBL (1946)
- Wicemistrz NBL (1947, 1948)
- Debiutant rok NBL (1945)
- Zaliczony do:
  - I składu NBL (1946, 1948)
  - II składu NBL (1947)

NBA
- Mistrz NBA (1951)
- 696 zwycięstw w lidze NBA, 54,7% wygranych w play-off

### Trenerskie
Drużynowe
- Mistrzostwo:
  - NBA (1970, 1973)
  - Portoryko (1964–1966)
- Wicemistrzostwo NBA (1957, 1972)

Indywidualne
- Trener roku NBA (1970)[5]
- Laureat National Basketball Coaches Association Achievement Award (1981)
- Wybrany do:
  - grona 10 najlepszych trenerów w historii NBA (1996)[1]
  - Galerii Sław Koszykówki im. Jamesa Naismitha (1985)
  - Żydowskiej Galerii Sław Sportu – Jewish Sports Hall of Fame (1988)
  - Koszykarskiego Galerii Sław Nowego Jorku – New York City Basketball Hall of Fame
- Trener drużyny gwiazd Wschodu podczas meczu gwiazd NBA (1970, 1971)
- Zespół New York Knicks zastrzegł na jego cześć numer 613 (1990)